# 羅利亞
48°42′17″N 28°10′16″E / 48.70472°N 28.17111°E
羅利亞（烏克蘭語：Роля），是烏克蘭的村落，位於該國西南部文尼察州，由日梅林卡區負責管轄，面積0.37平方公里，海拔高度257米，2001年人口200，人口密度每平方公里546.45人。